# Alejandra Pizarnik
Flora Pizarnik (Avellaneda, 29 de abril de 1936-Buenos Aires, 25 de septiembre de 1972) conocida por su seudónimo Alejandra Pizarnik, fue una poeta, ensayista y traductora argentina. Estudió Filosofía y Letras en la Universidad de Buenos Aires y, más tarde, pintura con Juan Batlle Planas. Entre 1960 y 1964 Pizarnik vivió en París, donde trabajó para la revista Cuadernos y algunas editoriales francesas; publicó poemas y críticas en varios diarios y tradujo a Antonin Artaud, Henri Michaux, Aimé Césaire e Yves Bonnefoy. Además, estudió historia de las religiones y literatura francesa en La Sorbona. Tras su retorno a Buenos Aires, Pizarnik publicó tres de sus principales volúmenes: Los trabajos y las noches, Extracción de la piedra de locura y El infierno musical, así como su trabajo en prosa La condesa sangrienta. 
En 1969 recibió una beca Guggenheim, y en 1971 una Fullbright. El 25 de septiembre de 1972, mientras pasaba un fin de semana fuera de la clínica psiquiátrica donde estaba internada, Pizarnik  se suicidó ingiriendo cincuenta pastillas de un barbitúrico conocido comercialmente como Seconal. Sus trabajos y su poesía dejaron un valioso legado para la literatura latinoamericana. A partir del retorno de la democracia en Argentina, la figura de Pizarnik, al igual que la de muchas otras escritoras del boom latinoamericano, experimentó un auge, lo que derivó en la primera compilación de sus textos, Textos de Sombra y últimos poemas (1982), seguido de su primera biografía, Alejandra (1991), de parte de Cristina Piña. Más recientemente, se han publicado también sus Diarios (2013).

## Biografía
Flora Alejandra Pizarnik nació en el 29 de abril de 1936 en el seno de una familia de inmigrantes ucraniano-judíos, Elías Pizarnik y Reizla (Rosa) Bromiker, ambos provenientes de la ciudad de Rivne, Ucrania. Al igual que muchas familias inmigrantes de apellidos eslavos, su apellido original, Pozharnik, sufrió de castellanización al instalarse en Argentina. Tenía una hermana mayor, Myriam Pizarnik de Nesis, nacida en 1934. Después de cursar estudios de filosofía y periodismo, que no terminó, Pizarnik comenzó su formación artística de la mano del pintor surrealista Batlle Planas.  
De regreso a Argentina publicó algunas de sus obras más destacadas; su valía se vio reconocida con la concesión de las prestigiosas becas Guggenheim (1969) y Fullbright (1971), que sin embargo no llegó a completar. Los últimos años de su vida estuvieron marcados por serias crisis depresivas que la llevaron a intentar suicidarse en varias ocasiones. Alejandra tenía Trastorno de la Personalidad Límite (TLP o conocido como Borderline en inglés). Pasó sus últimos meses internada en un centro psiquiátrico bonaerense; el 25 de septiembre de 1972, en el transcurso de un fin de semana de permiso que pasó en su casa, terminó con su vida con una sobredosis de secobarbital. Tenía 36 años.
Había publicado sus primeros libros en los cincuenta, pero solo a partir de Árbol de Diana (1962), Los trabajos y las noches (1965) y Extracción de la piedra de locura (1968), encontró Alejandra Pizarnik su tono más personal, tributario al mismo tiempo del automatismo surrealista y de la voluntad de exactitud racional. En esa tensión se mueven estos poemas deliberadamente carentes de énfasis y muchas veces hasta carentes de forma, como anotaciones alusivas y herméticas de un diario personal. Su poesía, siempre intensa, a veces lúdica y a veces visionaria, se caracterizó por la libertad y la autonomía creativa.
Su obra lírica comprende siete poemarios: La tierra más ajena (1955), La última inocencia (1956), Las aventuras perdidas (1958), Árbol de Diana (1962), Los trabajos y las noches (1965), Extracción de la piedra de locura (1968) y El infierno musical (1971). Después de su muerte se prepararon distintas ediciones de sus obras, entre las que destaca Textos de sombra y últimos poemas (1982), que incluye la obra teatral Los poseídos entre lilas y la novela La bucanera de Pernambuco o Hilda la polígrafa. También póstumamente fue reeditado el conjunto de sus textos en el volumen Obras completas (1994); sus cartas quedaron recogidas en Correspondencia (1998).

### Infancia
La infancia de Pizarnik fue difícil, y más adelante la poeta utilizará estos acontecimientos familiares para conformar su figura poética. Cristina Piña expone dos grietas importantes que marcaron la vida de la poeta: la constante comparación con la hermana mayor propiciada por su madre y la condición extranjera de la familia, de origen ruso. En la adolescencia tuvo graves problemas de acné y una marcada tendencia a subir de peso. Los problemas de asma, tartamudez y autopercepción física de la poeta minaron su autoestima: se trata de «esa sensación de angustia que trae el ahogo asmático y que, muchos años más tarde y ya convertida en Alejandra, Bluma [su apodo en su infancia] interpretaría como la manifestación de una temprana angustia metafísica». Este hecho aumentó la diferencia entre ella y Myriam, su hermana, que poseía todas las cualidades que sus padres apreciaban: «esa Myriam delgada y bonita, rubia y perfecta según el ideal materno, que todo lo hacía bien y no tartamudeaba ni tenía asma ni montaba líos en el colegio». Asimismo, la sombra del nazismo y la Segunda Guerra Mundial eran constantes entre los padres de Pizarnik, lo que «ensombreció» la infancia de las dos –ante los horrores del nazismo, los avatares de la Segunda Guerra Mundial y las noticias acerca de la familia masacrada en Rivne».
Desde pequeña quedó fascinada con el Vauquita de Capuchino, de hecho fue su golosina favorita

### Primeros años y juventud
Durante este periodo comienza a descubrirse como un ser distinto, integrando así en su carácter caótico e inestable la necesidad de ser reconocida por los demás (a pesar de la discordancia consigo misma), se trata de «un personaje en el que todo parecía adoptar la forma opuesta a “lo-que-debe-ser”, delineando una imagen perturbadora e inquietante por lo desconocido». «Bluma», como la nombraba su familia, comenzó a desdeñar este apodo y, con ello, también los lazos familiares. «Supongo que tuvo que ver con la voluntad de ser otra, de abandonar a la Flora, Bluma, Blímele de la infancia y la adolescencia y construirse una identidad diferente a partir de esa marca decisiva que es el nombre propio, esa inscripción de la ley y el deseo paterno y materno en el sujeto que llegamos a ser». Después, durante la adolescencia, su incursión en las letras supone el inicio de la desgarradura: «ya en el secundario Bluma estaba fascinada por la literatura. No sólo la que enseñaban en el colegio o la que, secretamente, iba descubriendo y haciendo circular entre las compañeras —Faulkner, Sartre—, sino la que escribía». El existencialismo, la libertad, la filosofía y la poesía fueron los tópicos de lectura favoritos de la poetisa, así como la identificación, que durante toda su vida mantuvo con Antonin Artaud, Rimbaud, Baudelaire, Mallarmé, Rilke y el surrealismo; reconocimiento por el que ha sido considerada una poetisa maldita.
Pizarnik se enfrentó al modelo ideal de estudiante durante su estancia en la escuela secundaria, «el prototipo de adolescente que forjó el imaginario social entre las familias de clase media argentinas tiene que ver con el recato y la discreción, la buena conducta y la aplicación en la escuela». Es un proceso que derivó en una joven mujer rebelde, estrafalaria y subversiva frente a la imagen del adolescente de los años cincuenta: «se producen cambios notorios y definitivos que irán configurando su personalidad y la convertirán en la “chica rara” del colegio, llena de excentricidades y, para algunos padres, en la imagen exactamente contraria a la que aspiraban para sus hijas». La concepción de su cuerpo cobró una importancia médica cuando las anfetaminas tomaron importancia en su estilo de vida: su obsesión por el peso corporal inició la progresiva adicción a los fármacos, «quienes la conocieron entonces y luego supieron de su adicción progresiva –alguien recordó que siempre se refería a la casa de Alejandra como “La farmacia” por el despliegue de psicofármacos, barbitúricos y anfetaminas que desbordaba de su botiquín»; adicción que tomaría otro nivel en años posteriores, cercanos a su muerte.
A esta anticonvencionalidad y cuestionamiento se suma la pasión, cada vez mayor, por la literatura. Lectora de muchos y grandes autores durante su vida, intentó ahondar en los temas de sus lecturas y aprender de lo que otros habían escrito. También lectora de la filosofía existencialista: El ser y la nada, El existencialismo es un humanismo, Los caminos de la libertad. Así, la lectora se convirtió también en creadora: hacía circular textos suyos con «el deseo de sobresalir, de triunfar».
Se puede enumerar el nacimiento de varias obsesiones poéticas perdurables durante este periodo: la búsqueda de identidad, la construcción de la subjetividad, la infancia perdida y la muerte. «Ya desde su más temprana juventud, de una fascinación que se convertirá en la cifra de su escritura, y en cierta forma en el signo de su vida: la muerte».

### Educación
En 1953, finalizó sus estudios secundarios y con grandes dudas, «El temor al futuro me previene sigiloso: ¿qué será de mí?», al año siguiente, en 1954, Pizarnik ingresó en la Facultad de Filosofía y Letras de la Universidad de Buenos Aires. Por aquel entonces, también empezó sus labores diarísticas, comenzando su primer diario manuscrito del que se tenga registro el 23 de septiembre de ese mismo año. Sus expectativas académicas le hacían imposible permanecer en un solo sitio, «como lo demuestra el hecho de que pasara de la carrera de Filosofía a la de Periodismo, luego a la de Letras, al taller del pintor Juan Batlle Planas para, finalmente, abandonar todo estudio sistemático y formal y dedicarse plenamente a la tarea de escribir». De acuerdo a su hermana Myriam, su madre se decepcionó ligeramente de Alejandra ya que esperaba que optase por la carrera de medicina o la de derecho, las más comunes por entonces en la mayoría de mujeres estudiantes de la época. Sin embargo, a pesar de ello, varias perspectivas brillaron en este horizonte, como las discusiones con Luisa Brodheim (compañera de Filosofía y Letras) y la cátedra de Literatura Moderna que impartía Juan Jacobo Bajarlía. Bajarlía actuó como protector y guía en la carrera literaria de Pizarnik: corregía sus primeros textos poéticos e introdujo a su primer editor, Arturo Cuadrado, y a varios artistas surrealistas de la época como Juan Batlle Planas, Oliverio Girondo y Aldo Pellegrini.
Durante este camino de aprendizaje leyó a Proust, Gide, Claudel, Kierkegaard, Joyce, Leopardi, Yves Bonnefoy, Blaise Cendrars, Artaud, Andrè Pieyre de Mandiargues, George Schehadé, Stéphane Mallarmé, Henri Michaux, René Daumal y Alphonse Allais. La poetisa encontró en ellos marcas de su propia identidad «porque a través de esa “escritura” secreta que son los subrayados se puede seguir y captar la configuración de su subjetividad, tanto como percibir sus grandes problemas interiores de esa época». Las lecturas se transformaron en temas que construyeron su personaje poético: la atracción a la muerte, la orfandad, la extranjería, la voz interna, lo onírico, Vida-Poesía y la subjetividad.
Asimismo, en esta época comenzaron sus sesiones de terapia con León Ostrov, y eso fue un hecho fundamental en su vida y en su poesía (cabe recordar que uno de sus poemas más famosos «El despertar» fue dedicado a él). Gracias a su psicoanalista se motivó tempranamente por la unión entre la literatura y el inconsciente, lo que a su vez hizo que se interesara por el psicoanálisis, «significó un elemento capital para la constitución de su práctica poética y, con el tiempo, se convirtió en un instrumento privilegiado para indagar en su subjetividad». No solo buscaba restituir su autoestima y aminorar la ansiedad, sino también era un ejercicio poético en el que practicaba la reflexión sobre la subjetividad y los problemas internos.

### Pizarnik en París
Alejandra Pizarnik decidió emprender un viaje a París, confirmado, de acuerdo a sus registros diarísticos, el 31 de diciembre de 1959. Pizarnik permaneció en esa ciudad entre 1960 y 1964; allí se desarrolló como traductora, periodista y lectora de escritores franceses (entre ellos el uruguayo, hijo de diplomático francés, Isidore Ducasse, Conde de Lautréamont). París fue para la poetisa un refugio literario y emocional, "sola o con amigos, cruzar una mirada cómplice con los bellos ojos azules de Georges Bataille, hacer cadáveres exquisitos hasta el amanecer, perderse en las galerías del Louvre o descubrir la belleza imposible del unicornio en el museo del Cluny. La perfecta articulación de soledad y compañía que, como una luz intermitente, necesitaba Alejandra para vivir". Trabajó en la revista Cuadernos, trabajo «obtenido tal vez gracias a Octavio Paz, por entonces agregado cultural de la Embajada de México en Francia, quien la presentó a Germán Arciniegas, director de la revista Cuadernos para la Libertad de la Cultura, de la UNESCO, o tal vez gracias al mismo Cortázar, que trabajaba en el organismo internacional» y en algunas editoriales francesas. «Había algo radicalmente incompatible entre Alejandra y cualquier tipo de trabajo que no fuera el exigente y lúcido pulimiento de su propio lenguaje, la plasmación de esas extrañas historias que escribía en su época en París, los artículos con los que luego contribuirá en Sur, Zona Franca, La Nación y otras publicaciones». Publicó poemas y críticas en varios diarios, tradujo a Antonin Artaud, Henri Michaux, Aimé Césaire, Yves Bonnefoy (del cual realiza una traducción con Ivonne Bordelois) y Marguerite Duras. Además, estudió historia de las religiones y literatura francesa en la Sorbona. Allí entabló amistad con Julio Cortázar, Rosa Chacel y Octavio Paz. Este último fue el prologuista de Árbol de Diana (1962), su cuarto poemario, en el que ya se refleja plenamente la madurez como autora que estaba alcanzando en Europa. Finalmente, «en 1964 regresó a Buenos Aires como una poetisa madura que, en cierta forma, ya había configurado definitivamente su poética y sólo necesitaba tiempo para desarrollar el programa de su creación».

### Relaciones personales
Sobre sus relaciones personales hay que mencionar el acercamiento a los varones y el descubrimiento de su sexualidad durante la adolescencia. Pizarnik se agenciaba en dos tendencias: era, a ratos, una chica rebelde que controlaba su coquetería y se mostraba atrevida y sensual; sin embargo, era también una chica tímida que se caracterizaba por el silencio y la informalidad. Durante su adolescencia conoció a Luisa Brodheim (compañera de Filosofía y Letras), Juan Jacobo Bajarlía, Arturo Cuadrado, y a varios artistas surrealistas de la época como Juan Batlle Planas, Oliverio Girondo y Aldo Pellegrini. Es después de este periodo que realiza el viaje a París, donde se rodea de intelectuales con quienes comparte fiestas y charlas artísticas: entre ellos cabe destacar Orphée y Miguel Ocampo, Eduardo Jonquières y su mujer, Esther Singer e Italo Calvino, André Pieyre de Mandiargues y Bonna, su mujer, Julio Cortázar y Aurora Bernárdez, Laure Bataillon, Paul Verdevoye, Roger Caillois y su mujer, Octavio Paz, Roberto Yahni, Ivonne Bordelois, Sylvia Molloy, y Simone de Beauvior. En 1965 expuso sus pinturas y dibujos con Mujica Lainez, “«los pintores y escritores que se daban cita en “El Taller” —Alberto Guirri, Raúl Vera Ocampo, Enrique Molina, Olga Orozco, Mujica Lainez y tantos más— y Sur».
Sus biógrafos y analistas de su obra, han destacado la sexualidad de Pizarnik, fluyendo entre variantes lesbianas y bisexuales, presionada también por las exigencias sociales de ocultamiento, que la llevaron a ser víctima del fenómeno llamado encierro en el «armario». La sexualidad de Pizarnik fue deliberadamente ocultada por sus herederos y la albacea de su testamento, censurando más de ciento veinte fragmentos de sus diarios personales, publicados por la editorial Lumen en dos ediciones diferentes, 2003 y 2013, dirigidas por Ana Becciú. Diversos estudios analizan el impacto de su sexualidad en su obra.

### Caída emocional
La crítica menciona que la fusión entre vida y poesía de Pizarnik alentó las crisis depresivas y los problemas de ansiedad que poseía. Ana Calabrese, amiga de Alejandra Pizarnik, «considera en parte responsable de la muerte de Alejandra al mundo literario de la época, por fomentarle y festejarle el papel de enfant terrible que ella actuaba. Según Ana, ese ambiente fue el que no la dejó salir de su personaje, olvidándose de la persona que había detrás». Sin embargo, un hecho que marcó su vida fue la muerte de su padre el 18 de enero de 1967: «Elías murió de un infarto. Alejandra estaba en Buenos Aires y le avisó sólo a su íntima amiga Olga Orozco, quien fue al velorio [velatorio] para acompañarla». Desde este momento, las entradas de sus Diarios se volvieron más sombrías: «Muerte interminable, olvido del lenguaje y pérdida de imágenes. Cómo me gustaría estar lejos de la locura y la muerte […] La muerte de mi padre hizo mi muerte más real». Durante el año 1968, Pizarnik se mudó junto a su pareja, la fotógrafa Martha Isabel Moia, y a estos cambios se sumó también su continua adicción a las pastillas: «También llegaron las pastillas que cada vez le resultaban más necesarias para explorar la noche y la escritura o convocar el sueño, siempre a riesgo de confundirse y agudizar, en lugar de apaciguar, la angustia que la empujaba a lanzar esos S.O.S. telefónicos a las cuatro de la mañana, los que, como recordaba Enrique Pezzoni, podían llevar al borde del asesinato a quienes más la querían». Su búsqueda para encontrar en Francia un país al cual pertenecer marcó la brecha para su desgaste emocional, «los amigos señalan que, luego de su vuelta de este frustrado viaje, Alejandra inició un lento proceso de clausura progresiva que tendría una primera culminación en el primer intento de suicidio, en 1970. No es que dejara de verse con los habituales habitantes de su reino personal —inclusive aparecerían nuevos amigos como Antonio López Crespo y Martha Cardoso, Ezequiel Saad, Fernando Noy, Ana Becciú, Víctor Richini, Ana Calabrese, Alberto Manguel, Martha Isabel Moia, Mario Satz, César Aira, Pablo Azcona, Jorge García Sabal— sino que la “errancia” alegre se iría reduciendo y cada vez más sería su casa el lugar de reunión».

### Últimos años y muerte
Durante sus últimos años, tras la publicación de la Extracción de la piedra de la locura (1968), publicó sus últimas dos obras en medio de una profunda depresión, El infierno musical (1971), Genio Poético (1972) y una edición en formato libro de su ensayo de 1965, La condesa sangrienta (1971). Durante su último año de vida, en colaboración con Arturo Carrera -a quien había conocido a su vuelta a Buenos Aires, en 1966- produjo una grabación de alrededor de tres minutos y medio del primer poema del primero, Escrito con un Nictógrafo (1972) -además de presentarlo en el Centro de Arte y Comunicación de Buenos Aires- que conforma el único registro existente de su voz. El 24 de septiembre de 1972, Alejandra se reencontró con Yahni después de años y le pidió prestada Niebla, la "nivola" de Miguel de Unamuno publicada en 1914. Fue una de las últimas veces que fue vista con vida. Al día siguiente, el 25 de septiembre de 1972, a los 36 años, Pizarnik murió debido a una sobredosis de pastillas de Seconal durante un fin de semana en el cual había salido con permiso del hospital psiquiátrico de Buenos Aires, donde se hallaba internada a consecuencia de su cuadro depresivo y tras dos intentos de suicidio. Su hermana Myriam testificó los sucesos de ese día en el tercer capítulo del ciclo Memoria Iluminada dedicado a ella: «Mi madre me llamó por teléfono diciendo que Alejandra estaba otra vez internada, yo me dirigí al Pirovano, como ella estuvo varias veces internada ahí, en la entrada que ella no estaba internada, pero yo insistí [...]. Era cerca de la noche, así que empecé a caminar ahí por esos pasillos oscuros, llegué hasta la sala de psicopatología, donde pensaba encontrarla, pero no sabía donde [...] y ahí dijeron que ya estaba muerta, y ahí fue a la morgue, mi marido después la reconoció, yo tuve que ir a la comisaría también». El día siguiente, «martes 26, el velorio (velatorio) sumamente triste en la nueva sede de la Sociedad Argentina de Escritores que, prácticamente, se inauguró para velarla». En el pizarrón de su recámara se encontraron los últimos versos de la poetisa: 
no quiero ir
nada más
que hasta el fondo
Sus restos descansan en el Cementerio Israelita de La Tablada.

## Estilo
La obra de Alejandra Pizarnik posee un estilo poético, en la que es posible afirmar como pregunta constante: «Siempre es el mismo interrogante: ¿de qué soy culpable?, ¿por qué este eterno sufrir?, ¿qué hice para recibir tanto golpe duro y malo?» La necesidad de reconocimiento hace mella en Pizarnik, dando pauta a una de muchas ambivalencias que sufrió: «Temo que mis deseos de escribir no sean más que medios para conseguir el fin anhelado éxito, gloria, fe en mí. También pueden ser excusas, ya que no estudio “en serio”, ya que no vivo “en serio”. Puede ser también, que, dada mi escasa facilidad de expresión oral, apele al papel de no atragantarme, para escupir el fuego de mis angustias». Para Pizarnik escribir no solo representaba el reconocimiento sino, también, la posibilidad de desahogarse, de manifestar esa sensibilidad que poseía. Si bien Pizarnik estaba convencida de que la comunicación oral no era una opción viable para expresarse, encontró en la escritura la manera de transmitir sus sentimientos, evolucionando así del lenguaje poético a un tipo de silencio constructivo-destructivo que permite al lector vivir y revivir la visión interna de la poetisa: «Pizarnik gestó su identidad desde un sentimiento de excepcionalidad, y creer que estaba predestinada a ser una gran escritora le sirvió para justificar su fracaso en la vida personal».
El extranjerismo es otro de los temas presentes en su poesía: «En Pizarnik, la alteridad judía/argentina la hizo outsider, un personaje sin un sitio en la sociedad, con pocas posibilidades de disolverse en la masa amorfa y atomizada de una comunidad». La muerte y la infancia es otro de los ejes ambivalentes más importantes en la poesía pizarnikiana: la infancia es la excepción de la realidad, por lo tanto, representa la vida, el paraíso deseado para una poetisa que busca reinventar ese periodo que nunca fue satisfactorio: «Yo no sé de la infancia / más que un miedo luminoso / y una mano que me arrastra / a mi otra orilla / Mi infancia y su perfume / a pájaro acariciado». Ensalza la delicadeza del carácter infantil, pero, también, el peligro que la rodea; dentro de ese miedo se encuentra la carencia: «Porque a veces no soy muy mala conmigo, a veces, en medio de aquella desgracia y del anochecer, me digo palabras lentas, cálidas, de una delicadeza que me hace llorar, porque son las que no te dice nadie, los que jamás te dijeron, ni siquiera cuando cabías en la palma de una mano». No solo el deseo de atención y amor envuelve el último fragmento, también la imagen de niña solitaria se muestra más expresiva que nunca. La muerte, al contrario, siempre está presente, su poesía coquetea con ella al igual que con la locura y huye una vez que la siente cercana. Se esconde en la oscuridad y la acoge como hogar: «Afuera hay sol / Yo me visto de cenizas».
Dentro del mundo pizarnikiano, uno de los principales encuentros es el de la voz múltiple: «da la impresión de que la argentina no se acerca al poema para decir lo que ve o lo que piensa, sino, más bien, para escuchar qué sienten las demás: las que fueron, las que serán y las que son en ella!». Toda la poesía de Pizarnik es un diálogo infinito entre ella y todas las que es: «la lengua común se encripta y se hace ajena. Ella construye un lenguaje poético que abandona a conciencia todo anclaje a lo real referencial». Es una voz del yo que está detrás del yo, aun si este se aleja. La búsqueda infinita de lo que se encuentra perdido, una incesante travesía que, incluso hasta el final de sus días, la absorbió en una terrible ambivalencia: el paraíso infantil y la tentación de la muerte, la enajenación absoluta y la vocación amorosa. Expresa Enrique Molina: «Toda su poesía gira en torno a estos dos polos magnéticos, dos solicitaciones extremas que se funden en su voz». Francisco Cruz menciona: «La pretensión de que el lugar del yo sea el poema, conduce a la necesidad de que el yo sea, a su vez, el sitio del poema».

## Premios y distinciones
- Premio Municipal de Poesía (1965)
- Beca Guggenheim en Artes América Latina y Caribe (1969)
- Beca Fulbright (1971)

## Obra
Dejó como legado una vasta obra, a pesar de su corta vida: un diario de casi mil páginas, un extenso conjunto de poemas, escritos y relatos cortos surrealistas y novelas breves.
- La tierra más ajena, (1955)
- Un signo en tu sombra, (1955)
- La última inocencia, (1956)
- Las aventuras perdidas, (1958)
- Árbol de Diana, (1962)
- Los trabajos y las noches, (1965)
- Extracción de la piedra de locura, (1968)
- Nombres y figuras, (1969)
- Poseídos entre lilas, 1969 (obra de teatro)
- El infierno musical, (1971)
- La condesa sangrienta, (1971)
- Los pequeños cantos, (1971)
- Genio Poético, (1972)

### Publicaciones póstumas
- El deseo de la palabra, 1975 (selección de poemas y textos críticos que Alejandra planeó con Antonio Beneyto y Martha I. Moia)
- Una noche en el desierto, 1978
- Entrevistas, 1978
- Zona prohibida, 1982 (dibujos y poemas, muchos de ellos borradores de piezas publicadas en Árbol de Diana)
- Poemas, 1982
- Textos de Sombra y últimos poemas, 1982
- Correspondencia Pizarnik, 1998
- Obras completas, 2000
- Poesía completa, 2000
- Prosa completa, 2002
- Diarios, 2003